# تادأكي ماتسوبرا
تادَأَكي ماتسوبَرا (باليابانية: 松原 忠明) (2 يوليو 1977 في شيزوكا في اليابان – )؛ هو لاعب كرة قدم ياباني سابق كان يلعب كمدافع.

## وصلات خارجية
- تادأكي ماتسوبرا على موقع رابطة كرة القدم اليابانية للمحترفين (اليابانية)
- تادأكي ماتسوبرا على موقع عالم كرة القدم.نت (الإنجليزية)